# Siemiątkowo (powiat żuromiński)
Siemiątkowo (do 1 stycznia 2004 Siemiątkowo Koziebrodzkie) – wieś w Polsce położona w województwie mazowieckim, w powiecie żuromińskim, w gminie Siemiątkowo. M status sołectwa.
W okresie Polski Ludowej zbiorczej szkole gminnej w Siemiątkowie nadano imię Anny Morozowej.
Do 1954 roku miejscowość była siedziba wiejskiej gminy Gradzanowo. W latach 1975–1998 administracyjnie należała do województwa ciechanowskiego.
Siemiątkowo jest siedzibą rzymskokatolickiej parafii św. Kazimierza.